# Ceuthomantis duellmani
Ceuthomantis duellmani es una especie de anfibios de la familia Craugastoridae.

## Distribución geográfica y hábitat
Es endémica del tepuy Sarisariñama (Venezuela). Su rango altitudinal oscila entre 1100 y 1375 m s. n. m..